# 울주 상천리 통도사 국장생 석표
울주 상천리 통도사 국장생 석표(蔚州 象川里 通度寺 國長生 石標)는 통도사의 북쪽인 울산광역시 울주군 삼남면에 있는, 절의 영역을 표시하기 위해 절 주변에 세우는 석표이다. 1997년 10월 9일 울산광역시의 유형문화재 제2호 상천리 국장생 석표로 지정되었으나, 2014년 11월 6일 "울주 상천리 통도사 국장생 석표"로 명칭이 변경되었다.

## 개요
이 돌비석은 통도사(通度寺)의 경계를 표시하기 위해 세운 장생(長生 혹은 長牲)으로서 ‘장승’이라고도 한다. 장생은 수호신, 이정표, 경계표 등의 역할을 하며, 풍수지리설과 함께 민속신앙과도 깊은 관계를 맺고 있다. 이 장생은 경계 표시로서의 성격이 강하다. ‘국장생’이라고 한 것은 국가의 명에 의해 건립된 장생이라는 뜻이다.
통도사의 장생표는 7기였으나 1085년(선종 2) 통도사에서 호부에 보고하여 12기를 다시 세웠으며, 그 땅이 사방 둘레가 47,000보 가량이라고 전한다. 현재까지 울주군 상남면 상천리와 양산 하북면 백록리에 위치한 국장생 석표 2기가 남아있다.
상천리 국장생 석표는 길다란 자연석의 앞면을 깎아 글자를 새기고, 그 자연석을 세웠는데, 윗부분이 잘려나가 원래의 모습은 알 수 없다. 현재 남아 있는 부분은 높이 1.2m, 너비 62cm 정도이다.
앞면에 오목하게 새겨진 글자는 이두문(吏讀文)이다. 훼손이 심해 정확한 내용을 알 수는 없지만, 대체로 이 국장생은 1085년 5월에 상소한 대로 세우라는 나라의 명령에 따라 그 해 12월에 세웠다는 내용이 남아 있다.

## 명칭 변경
통도사의 국장생 석표는 사역의 경계를 표시하기 위한 표석으로 12기를 제작하였다고 하나 현재 2기가 확인되고 있다.
보물 제74호로 지정된 《양산 통도사 국장생 석표》는 현 소재지 명칭을 따서 명명되었다.
해당 문화재인 상천리 국장생 석표도 통도사의 사역을 나타내는 표석이며 원문을 통해 ‘상천리’에 세워졌음을 알 수 있다.
두 석표는 동일한 성격의 것이지만 다른 곳에 위치하여 혼용할 우려가 있고, 또한 통도사는 '양산 통도사'로 통칭되기 때문에 구별을 위해 행정구역 명칭인 '상천리'를 등재하여 변경하는 것이 타당하다.

## 같이 보기
- 양산 통도사 국장생 석표 - 보물 제74호

## 참고 자료
- 울주 상천리 통도사 국장생 석표 - 국가유산청 국가유산포털